# 蛋黃哥
是日本的三麗鷗公司於2013年所創作的卡通形象。其特點是其慵懶無力的表情及動作，經常變成如荷包蛋、炒蛋各種食物造型，最喜歡的是醬油。

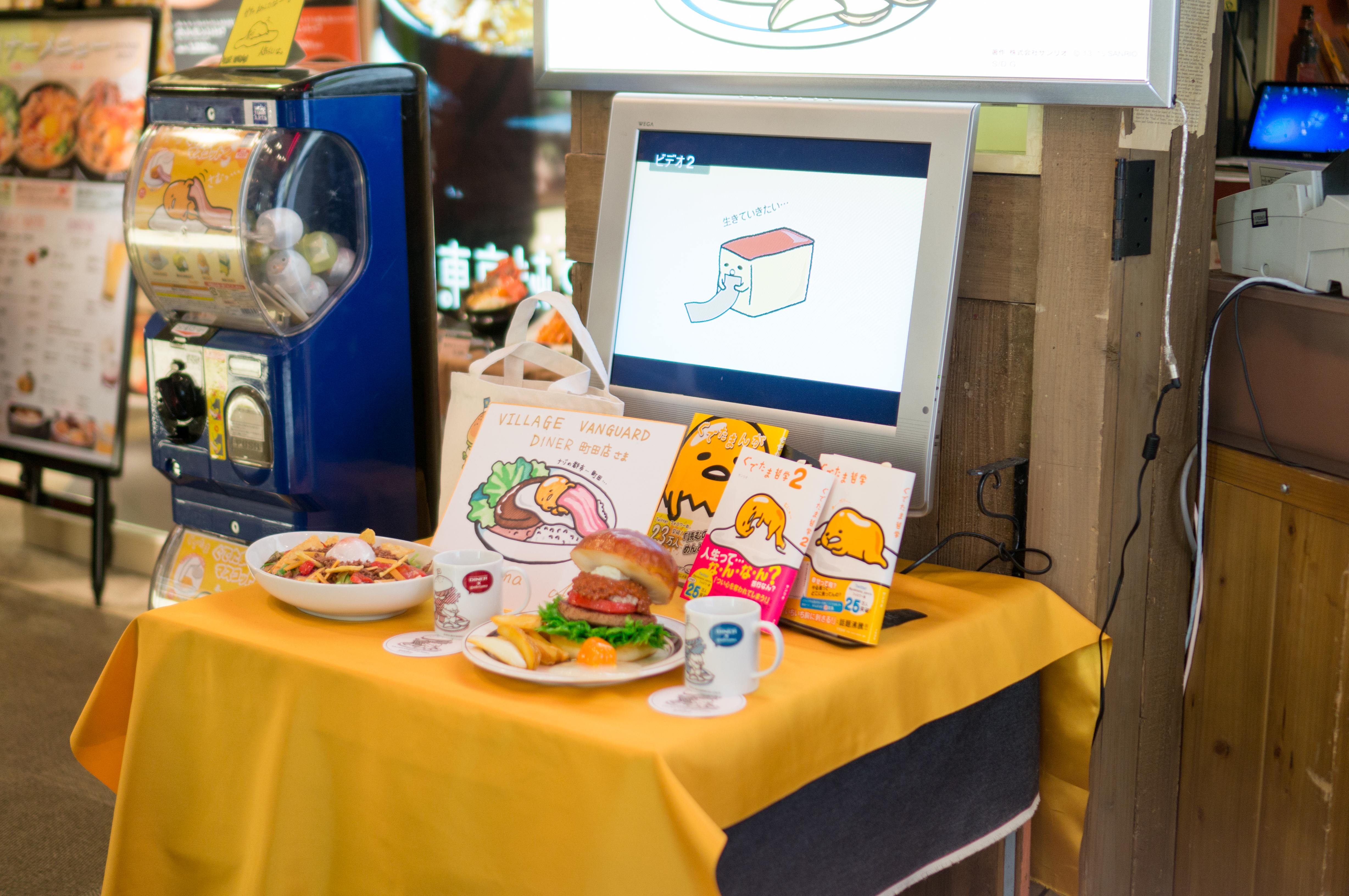
以蛋黃哥為主題的商品

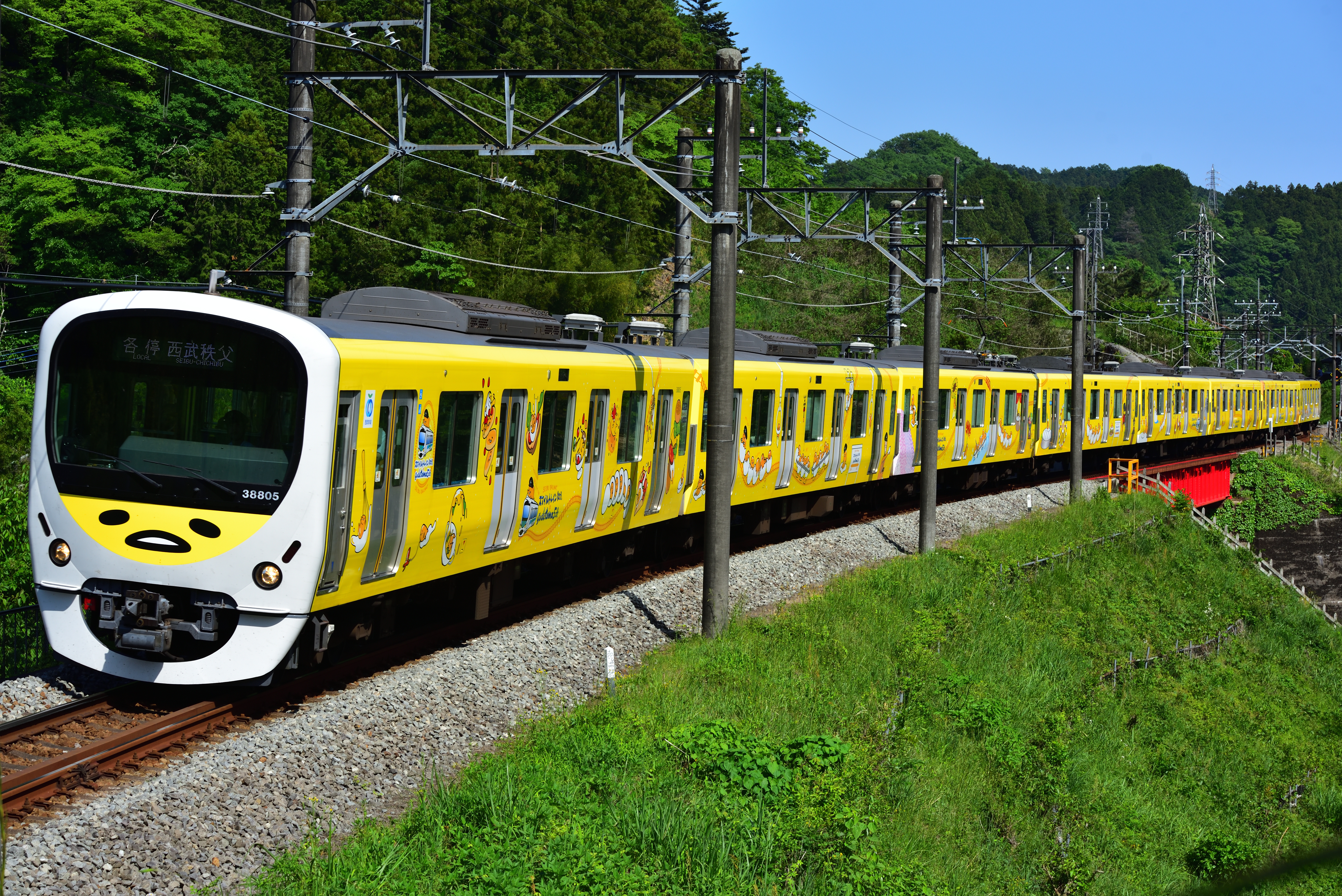
西武鐵道30000系

香港九龍旺角朗豪坊商場曾在2015年舉辦「蛋黃哥」特展。台灣的7-ELEVEN及麥當勞和全家皆曾推出相關週邊商品。長榮航空自2016年11月24日起，推出蛋黃哥彩繪機。澳門南灣雅文湖畔曾在2018年10月6日至11月4日期間舉辦「蛋黃哥」特展。

## 出版書籍
圖文叢書
- 《懶懶der～蛋黃哥的軟爛生活學》，尖端出版。
- 《懶懶der~蛋黃哥的軟爛生活學2》，尖端出版。
- 《懶懶der~蛋黃哥的軟爛生活學3》，尖端出版。
- 《蛋黃哥女子》，尖端出版。
- 《蛋黃哥女子2》，尖端出版。

四格漫畫
- 《蛋黃哥來了》，尖端出版。
- 《蛋黃哥來了2》，尖端出版。
- 《蛋黃哥來了3》，尖端出版。

公仔書
- 《蛋黃哥立體公仔實用手冊》，尖端出版。

食譜書
- 《蛋黃哥懶人食譜》，尖端出版。

聯名合作圖文書
- 《有一種友情，叫蛋黃哥與馬來貘》，尖端出版。

## 影集
真人版影集
- 《蛋黃哥大冒險》 （ぐでたま 〜母をたずねてどんくらい〜），Netflix推出